# Atletica leggera ai Giochi della XXXIII Olimpiade - 800 metri piani maschili
Ai Giochi della XXXIII Olimpiade la competizione degli 800 metri piani maschili si è svolta nei giorni dal 7 al 10 agosto 2024 presso lo Stade de France di Parigi.

## Presenze ed assenze dei campioni in carica
| Competizione         | Atleta             | Prestazione | Parigi 2024 |
| -------------------- | ------------------ | ----------- | ----------- |
| Olimpiadi 2020       | Emmanuel Korir     | 1'45”06     | Non qual.   |
| Africani 2022        | Slimane Moula      | 1'45”59     | Presente    |
| Commonwealth 2022    | Wycliffe Kinyamal  | 1'47”52     | Presente    |
| Asiatici 2022        | Essa Alis Kzwani   | 1'48”05     | Non qual.   |
| Panamericani 2023    | José Antonio Maita | 1'45”69     | Presente    |
| Mondiali 2023        | Marco Arop         | 1'44”24     | Presente    |
| Europei 2024         | Gabriel Tual       | 1'44”87     | Presente    |
| Mondiali junior 2022 | Ermias Girma       | 1'47”36     | 1500 metri  |

## La gara
Nessuno dei medagliati di Tokyo si presenta a Parigi. Peraltro, nelle ultime quattro edizioni dei Giochi ha vinto l'oro sempre un atleta del Kenya. La nazione africana presenta tre giovani che hanno poca esperienza internazionale: Koitatoi Kidali, Wycliffe Kinyamal e Emmanuel Wanyonyi, quest'ultimo di soli 20 anni. I nomi più famosi tra gli iscritti sono quelli di Marco Arop, campione del mondo 2023, canadese di origini sudanesi; Djamel Sedjati (Alg), argento ai mondiali; Gabriel Tual, fresco campione europeo a Roma. La stagione di Diamond League non ha un dominatore; vale la pena notare che tra giugno e luglio Sedjati vince tre meeting consecutivi. Il 7 luglio vince il Meeting di Parigi con 1'41"56, seguito a soli 2 centesimi da Emmanuel Korir con 1'41"58 e dal francese Gabriel Tual con 1'41"61, la prima competizione nella storia in cui tre atleti hanno corso sotto 1'42".

Al primo turno vincono le rispettive batterie: il belga Eliott Crestan (davanti ad Arop), Gabriel Tual, Emmanuel Wanyonyi (Ken), Djamel Sedjati, Ben Pattison (GBR) e Mohamed Attaoui (Esp). L'italiano Simone Barontini, ammesso ai ripescaggi, vince la propria serie e si qualifica per le semifinali.

La prima semifinale, vinta da Djamel Sedjati su Tshepiso Masalela (Bot), vede eliminato Ben Pattison. Nella seconda vengono messi a confronto Marco Arop e Gabriel Tual: vince il primo di un decimo. La terza semifinale è la più veloce e combattuta e vede i primi quattro qualificarsi per la finale. Prevale Emmanuel Wanyonyi allo sprint su Bryce Hoppel (USA) in 1'43"32, il tempo più veloce delle tre serie. Accedono all'evento conclusivo anche Max Burgin (GBR) e Mohamed Attaoui.
I finalisti sono: tre europei, tre africani e due nordamericani. Allo sparo scattano tutti molto forte. Wanyonyi si porta alla corda, insidiato da Tual. Così finisce il primo giro. A 300 metri dal traguardo scatta Tual, Wanyonyi reagisce subito. I due si staccano di qualche metro dal gruppo. All'ultima curva vengono ripresi. Tual finise le energie e viene risucchiato, mentre Wanyonyi mantiene un ritmo elevatissimo. Gli danno la caccia Arop e Sedjati. Arop sembra raggiungere il kenyota, che invece tiene duro e vince di un solo centesimo (1'41"19 contro 1'41"20). Sedjati è terzo con 1'41"50. Tual finisce sesto.
Emmanuel Wanyonyi ha realizzato la migliore prestazione degli ultimi 12 anni e la quinta della storia ed è diventato il più giovane campione della specialità, a 20 anni.

### Nuovi record
Durante la competizione sono stati stabiliti un nuovo record continentale e tre nuovi record nazionali.
Record continentale americano
- 1'41"20: Marco Arop (Canada), Finale.

Record nazionali
- 1'49"91: Yervand Mkrtchyan (Armenia), 3ª batteria
- 1'46"81: Dennick Luke (Dominica), Ripescaggi 1ª serie;
- 1'41"67: Bryce Hoppel (USA), Finale.

## Risultati
La competizione ha subito una modifica con l'introduzione di una fase di ripescaggio. Nel primo turno si disputano sei batterie, con i primi tre classificati di ogni batteria (Q) che accedono alle semifinali. Tutti gli altri vanno al turno di ripescaggio (tranne coloro che non hanno finito la gara o sono stati squalificati).

Il turno di ripescaggio si compone di quattro batterie. Accedono alle semifinali i vincitori di ciascuna serie (Q), più i due migliori tempi (q). 

Riassumendo: per fare 24 semifinalisti, 18 provengono dalle batterie e gli altri 6 dai ripescaggi.

Nelle tre semifinali, i primi due classificati di ciascuna delle tre serie e i due tempi più veloci accedono alla finale.

### Batterie

#### Batteria 1
| Pos. | Atleta                  | Nazionalità               | Tempo   | Note |
| ---- | ----------------------- | ------------------------- | ------- | ---- |
| 1    | Eliott Crestan          | Belgio                    | 1'45"51 | Q    |
| 2    | Marco Arop              | Canada                    | 1'45"74 | Q    |
| 3    | Peyton Craig            | Australia                 | 1'45"81 | Q    |
| 4    | Handal Roban            | Saint Vincent e Grenadine | 1'46"00 | Ri   |
| 5    | Abdelati El Guesse      | Marocco                   | 1'46"91 | Ri   |
| 6    | Tumo Nkape              | Botswana                  | 1'46"99 | Ri   |
| 7    | Abubaker Haydar Abdalla | Qatar                     | 1'48"42 | Ri   |
| 8    | James Preston           | Nuova Zelanda             | 1'48"50 | Ri   |
| 9    | Abraham Guem            | Sudan del Sud             | 1'48"74 | Ri,  |

#### Batteria 2
| Pos. | Atleta              | Nazionalità | Tempo   | Note |
| ---- | ------------------- | ----------- | ------- | ---- |
| 1    | Gabriel Tual        | Francia     | 1'45"13 | Q    |
| 2    | Mark English        | Irlanda     | 1'45"15 | Q    |
| 3    | Tshepiso Masalela   | Botswana    | 1'45"58 | Q    |
| 4    | Jakub Dudycha       | Rep. Ceca   | 1'45"62 | Ri   |
| 5    | Koitatoi Kidali     | Kenya       | 1'45"84 | Ri   |
| 6    | Edose Ibadin        | Nigeria     | 1'46"56 | Ri   |
| 7    | Mohamed Ali Gouaned | Algeria     | 1'47"34 | Ri   |
| 8    | Ali Idow Hassan     | Somalia     | 1'48"72 | Ri   |
| 9    | Mohammed Dwedar     | Palestina   | 1'54"83 | Ri   |

#### Batteria 3
| Pos. | Atleta            | Nazionalità | Tempo   | Note |
| ---- | ----------------- | ----------- | ------- | ---- |
| 1    | Emmanuel Wanyonyi | Kenya       | 1'44"64 | Q    |
| 2    | Catalin Tecuceanu | Italia      | 1'44"80 | Q    |
| 3    | Andreas Kramer    | Svezia      | 1'44"93 | Q    |
| 4    | Adrián Ben        | Spagna      | 1'45"03 | Ri   |
| 5    | Ryan Clarke       | Paesi Bassi | 1'45"56 | Ri   |
| 6    | Joseph Deng       | Australia   | 1'45"87 | Ri   |
| 7    | Tibo De Smet      | Belgio      | 1'46"03 | Ri   |
| 8    | Brandon Miller    | Stati Uniti | 1'46"34 | Ri   |
| 9    | Yervand Mkrtchyan | Armenia     | 1'49"91 | Ri,  |

#### Batteria 4
| Pos. | Atleta              | Nazionalità               | Tempo   | Note |
| ---- | ------------------- | ------------------------- | ------- | ---- |
| 1    | Djamel Sedjati      | Algeria                   | 1'45"84 | Q    |
| 2    | Elliot Giles        | Gran Bretagna             | 1'45"93 | Q    |
| 3    | Hobbs Kessler       | Stati Uniti               | 1'46"15 | Q    |
| 4    | Simone Barontini    | Italia                    | 1'46"33 | Ri   |
| 5    | Elvin Josué Canales | Spagna                    | 1'46"48 | Ri   |
| 6    | Pieter Sisk         | Belgio                    | 1'46"60 | Ri   |
| 7    | Peter Bol           | Australia                 | 1'47"50 | Ri   |
| 8    | Dennick Luke        | Dominica                  | 1'47"54 | Ri   |
| 9    | Musa Suliman        | Atleti Olimpici Rifugiati | 1'49"61 | Ri   |

#### Batteria 5
| Pos. | Atleta             | Nazionalità   | Tempo   | Note |
| ---- | ------------------ | ------------- | ------- | ---- |
| 1    | Ben Pattison       | Gran Bretagna | 1'45"56 | Q    |
| 2    | Edmund du Plessis  | Sudafrica     | 1'45"73 | Q    |
| 3    | Wycliffe Kinyamal  | Kenya         | 1'45"86 | Q    |
| 4    | Benjamin Robert    | Francia       | 1'45"92 | Ri   |
| 5    | Navasky Anderson   | Giamaica      | 1'46"82 | Ri   |
| 6    | Tobias Grønstad    | Norvegia      | 1'46"85 | Ri   |
| 7    | Mateusz Borkowski  | Polonia       | 1'47"50 | Ri   |
| 8    | José Antonio Maita | Venezuela     | 1'48"02 | Ri   |
| 9    | Chhun Bunthorn     | Cambogia      | 1'53"31 | Ri   |

#### Batteria 6
| Pos. | Atleta               | Nazionalità   | Tempo   | Note |
| ---- | -------------------- | ------------- | ------- | ---- |
| 1    | Mohamed Attaoui      | Spagna        | 1'44"81 | Q    |
| 2    | Bryce Hoppel         | Stati Uniti   | 1'45"24 | Q    |
| 3    | Max Burgin           | Gran Bretagna | 1'45"36 | Q    |
| 4    | Corentin Le Clezio   | Francia       | 1'45"42 | Ri   |
| 5    | Jesús Tonatiú López  | Messico       | 1'45"82 | Ri   |
| 6    | Tom Dradriga         | Uganda        | 1'46"05 | Ri   |
| 7    | Kethobogile Haingura | Botswana      | 1'46"46 | Ri   |
| 8    | Slimane Moula        | Algeria       | 1'46"71 | Ri   |

### Ripescaggi
Il primo atleta di ogni batteria di ripescaggio (Q) e i due successivi atleti più veloci (q) accedono alla semifinali.

#### Ripescaggio 1
| Pos. | Atleta               | Nazionalità | Tempo   | Note             |
| ---- | -------------------- | ----------- | ------- | ---------------- |
| 1    | Kethobogile Haingura | Botswana    | 1'45"52 | Q                |
| 2    | Slimane Moula        | Algeria     | 1'45"67 |                  |
| 3    | Corentin Le Clezio   | Francia     | 1'45"72 |                  |
| 4    | Peter Bol            | Australia   | 1'46"12 |                  |
| 5    | Tom Dradriga         | Uganda      | 1'46"15 |                  |
| 6    | Dennick Luke         | Dominica    | 1'46"81 | Record nazionale |
| 7    | Edose Ibadin         | Nigeria     | 1'49"09 |                  |
| 8    | Chhun Bunthorn       | Cambogia    | 1'53"42 |                  |
|      | Abdelati El Guesse   | Marocco     | NP      |                  |

#### Ripescaggio 2
| Pos. | Atleta              | Nazionalità               | Tempo   | Note |
| ---- | ------------------- | ------------------------- | ------- | ---- |
| 1    | Jesús Tonatiú López | Messico                   | 1'45"13 | Q    |
| 2    | Adrián Ben          | Spagna                    | 1'45"37 |      |
| 3    | Pieter Sisk         | Belgio                    | 1'45"49 |      |
| 4    | Handal Roban        | Saint Vincent e Grenadine | 1'45"80 |      |
| 5    | Navasky Anderson    | Giamaica                  | 1'46"01 |      |
| 6    | Koitatoi Kidali     | Kenya                     | 1'46"37 |      |
| 7    | Jakub Dudycha       | Rep. Ceca                 | 1'49"94 |      |
| 8    | Yervand Mkrtchyan   | Armenia                   | 1'50"07 |      |
| 9    | Musa Suliman        | Atleti Olimpici Rifugiati | 1'50"11 |      |

#### Ripescaggio 3
| Pos. | Atleta                  | Nazionalità   | Tempo   | Note |
| ---- | ----------------------- | ------------- | ------- | ---- |
| 1    | Simone Barontini        | Italia        | 1'45"56 | Q    |
| 2    | Benjamin Robert         | Francia       | 1'45"83 |      |
| 3    | José Antonio Maita      | Venezuela     | 1'46"44 |      |
| 4    | Tibo De Smet            | Belgio        | 1'46"59 |      |
| 5    | Joseph Deng             | Australia     | 1'48"58 |      |
| 6    | James Preston           | Nuova Zelanda | 1'50"53 |      |
|      | Abubaker Haydar Abdalla | Qatar         | NP      |      |
|      | Ali Idow Hassan         | Somalia       | NP      |      |

#### Ripescaggio 4
| Pos. | Atleta              | Nazionalità   | Tempo   | Note                          |
| ---- | ------------------- | ------------- | ------- | ----------------------------- |
| 1    | Brandon Miller      | Stati Uniti   | 1'44"21 | Q                             |
| 2    | Mohamed Ali Gouaned | Algeria       | 1'44"37 | q =                           |
| 3    | Tobias Grønstad     | Norvegia      | 1'44"57 | q                             |
| 4    | Elvin Josué Canales | Spagna        | 1'44"65 |                               |
| 5    | Ryan Clarke         | Paesi Bassi   | 1'44"70 | Miglior prestazione personale |
| 6    | Mateusz Borkowski   | Polonia       | 1'45"27 | Miglior prestazione personale |
| 7    | Tumo Nkape          | Botswana      | 1'45"57 |                               |
| 8    | Abraham Guem        | Sudan del Sud | 1'49"45 |                               |
| 9    | Mohammed Dwedar     | Palestina     | 1'54"83 |                               |

### Semifinali
I primi due di ogni semifinale (Q) e i due migliori tempi tra gli esclusi (q) si qualificano alla finale.

#### Semifinale 1
| Pos. | Atleta              | Nazionalità   | Tempo   | Note                                     |
| ---- | ------------------- | ------------- | ------- | ---------------------------------------- |
| 1    | Djamel Sedjati      | Algeria       | 1'45"08 | Q                                        |
| 2    | Tshepiso Masalela   | Botswana      | 1'45"33 | Q                                        |
| 3    | Catalin Tecuceanu   | Italia        | 1'45"38 |                                          |
| 4    | Ben Pattison        | Gran Bretagna | 1'45"57 | Miglior prestazione personale stagionale |
| 5    | Brandon Miller      | Stati Uniti   | 1'45"79 |                                          |
| 6    | Mark English        | Irlanda       | 1'45"97 |                                          |
| 7    | Andreas Kramer      | Svezia        | 1'46"52 |                                          |
| 8    | Jesús Tonatiú López | Messico       | 1'50"38 |                                          |

#### Semifinale 2
| Pos. | Atleta              | Nazionalità   | Tempo   | Note |
| ---- | ------------------- | ------------- | ------- | ---- |
| 1    | Marco Arop          | Canada        | 1'45"05 | Q    |
| 2    | Gabriel Tual        | Francia       | 1'45"16 | Q    |
| 3    | Wycliffe Kinyamal   | Kenya         | 1'45"29 |      |
| 4    | Edmund du Plessis   | Sudafrica     | 1'45"34 |      |
| 5    | Elliot Giles        | Gran Bretagna | 1'45"46 |      |
| 6    | Hobbs Kessler       | Stati Uniti   | 1'46"20 |      |
| 7    | Tobias Grønstad     | Norvegia      | 1'46"37 |      |
| 8    | Mohamed Ali Gouaned | Algeria       | 1'46"52 |      |

#### Semifinale 3
| Pos. | Atleta               | Nazionalità   | Tempo   | Note                          |
| ---- | -------------------- | ------------- | ------- | ----------------------------- |
| 1    | Emmanuel Wanyonyi    | Kenya         | 1'43"32 | Q                             |
| 2    | Bryce Hoppel         | Stati Uniti   | 1'43"41 | Q                             |
| 3    | Max Burgin           | Gran Bretagna | 1'43"50 | q,                            |
| 4    | Mohamed Attaoui      | Spagna        | 1'43"69 | q                             |
| 5    | Eliott Crestan       | Belgio        | 1'43"72 |                               |
| 6    | Peyton Craig         | Australia     | 1'44"11 | Miglior prestazione personale |
| 7    | Kethobogile Haingura | Botswana      | 1'45"95 |                               |
| 8    | Simone Barontini     | Italia        | 1'46"17 |                               |

### Finale

Video della Finale

| Record mondiale      | David Rudisha  | 1'40"91 | Londra | 9 agosto 2012  |
| Record olimpico      | David Rudisha  | 1'40"91 | Londra | 9 agosto 2012  |
| Capolista stagionale | Djamel Sedjati | 1'41"46 | Monaco | 12 luglio 2024 |

Sabato 10 agosto, ore 19:15.
| Posizione | Corsia | Nome              | Nazionalità   | Tempo   | Note                          |
| --------- | ------ | ----------------- | ------------- | ------- | ----------------------------- |
| Oro       | 8      | Emmanuel Wanyonyi | Kenya         | 1'41"19 | Miglior prestazione personale |
| Argento   | 9      | Marco Arop        | Canada        | 1'41"20 | Record panamericano           |
| Bronzo    | 5      | Djamel Sedjati    | Algeria       | 1'41"50 |                               |
| 4         | 4      | Bryce Hoppel      | Stati Uniti   | 1'41"67 | Record nazionale              |
| 5         | 6      | Mohamed Attaoui   | Spagna        | 1'42"08 |                               |
| 6         | 7      | Gabriel Tual      | Francia       | 1'42"14 |                               |
| 7         | 3      | Tshepiso Masalela | Botswana      | 1'42"82 | Miglior prestazione personale |
| 8         | 2      | Max Burgin        | Gran Bretagna | 1'43"84 |                               |